# 欧通
欧通（法語：Authon，法語發音：[otɔ̃]）是法国卢瓦-谢尔省的一个市镇，位于该省西部，和安德尔-卢瓦尔省接壤，属于旺多姆区。

## 地理
欧通（47°38'38"N, 0°53'49"E）面积32.26 平方千米，位于法国中央-卢瓦尔河谷大区卢瓦-谢尔省，卢瓦尔河谷北部平原地区，地势平坦；为温带海洋性气候，夏季温暖偏干燥，冬季湿润，偶有极端气温出现；欧通溪（Ruisseau d'Authon）自西向东流经境内，属于卢瓦尔河水系。
与欧通接壤的市镇（或旧市镇、城区）包括：勒布莱、蒙托东、布雷讷河畔讷维尔、普吕奈-卡斯罗、圣阿芒-隆普雷、维勒绍沃。
欧通的时区为UTC+01:00、UTC+02:00（夏令时）。

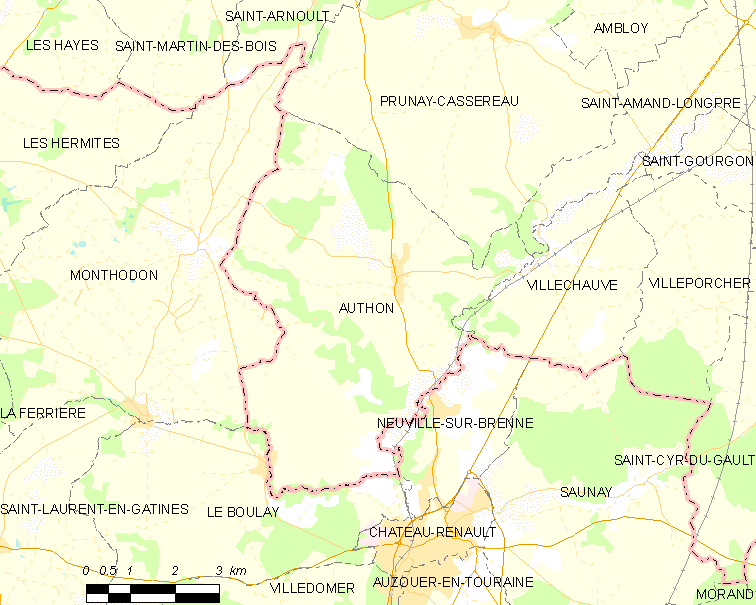
欧通的OSM定位图

## 行政
欧通的邮政编码为41310，INSEE市镇编码为41007。

## 政治
欧通所属的省级选区为卢瓦河畔蒙图瓦尔县。

## 交通
卢瓦-谢尔省省道D9线和D71线在境内交汇。

## 社会

### 教育
欧通属于图尔学区（Académie de Tours），境内设有一座小学。

## 人口

1962-2008年间欧通人口变化图示

欧通于2022年1月1日时的人口数量为749人。